# Seznam dirkačev v motociklizmu (M)
- Kevin Magee
- Renato Magi
- Randy Mamola
- Anton Mang
- Álex Márquez
- Marc Márquez
- Gyula Marsovsky
- Alexis Masbou
- Umberto Masetti
- Claudio Mastellari
- Naoki Matsudo
- Giuseppe Matucci
- Cromie McCandless
- Garry McCoy
- Niall McKenzie
- Eric McPherson
- Jeremy McWilliams
- Ronald Mead
- Marco Melandri
- Jack Middelburg
- Gilberto Milani
- Sammy Miller
- Franco Morbidelli
- Luca Morelli
- Chas Mortimer
- Benoit Musy